# Атанасиос Манос
Атанасиос Манос (на гръцки: Αθανάσιος Μάνος) е гръцки общественик, деец на Гръцката въоръжена пропаганда в Македония.

## Биография
Атанасиос Манос е роден в Кожани, тогава в Османската империя. Брат е на гръцките национални дейци Николаос и Василиос Манос. Атанасиос Манос се мести в Солун, където развива широка обществена дейност. Член е на много гръцки организации в града. Присъединява се към гръцката въоръжена пропаганда в Македония и действа като агент от първи ред. От 1898 до 1907 година е директор на гръцкото шестокласно училище в солунската махала Вардар. От 1907 до 1910 година е директор на училището „Йоанидис“. Той е един от членовете на Солунското дружество на любителите на музиката, създадено в 1899 година, което цели духовното развитие на гръцките деца. От дружеството в 1908 година възниква футболен клуб „Ираклис“. Заради активната си дейност за утвърждаване на елинизма в Македония, е прострелян от българи, но оцелява. Носител е на Медала на Македонската борба, I клас.
След като Солун попада в Гърция в 1912 година, Манос заедно с Димитриос Кондорепас реформира районите Евангелистрия и Агиос Павлос. Член е на Солунското благотворително мъжко общество. Атанасиос Манос е сред основателите на националистическото гръцко дружество „Агиос Минас“.